# Casper von Witten
Casper von Witten (tidigare Witte), född i Holland, död 11 april 1659, var en svensk militär. 

## Biografi
Von Witten föddes i Holland. Han var son till presidenten Johan Witte och Drotea Mach. Von Witten flyttade till Sverige och blev kapten. Han adlades till von Witten af Stensjö och introducerades samma år som nummer 432 (senare ändrad till nummer 450). Von Witten avled 1659 och begravdes på Svenarums kyrkogård. En sorgefana och vapensköld sattes även upp i Svenarums kyrkas kor.
Von Witten ägde gårdarna Stensjö i Svenarums socken, Långkvarn i Svenarums socken och Fiskaby i Svenarums socken.

### Familj
von Witten var gift med Anna von Rassfelt (död efter 1673). Hon var dotter till överstelöjtnanten Fredrik von Rassfelt och Dorotea Meijer. De fick tillsammans barnen Catharina von Witten (död 1667) som var gift med överstelöjtnanten Erik Hillebard och Susanna von Witten (död efter 1645) som var gift med översten Per Stålhammar.